# محمد باي مكلاش
محمد باي مكلاش بن محمد هو باي وهران وحاكم بايلك الغرب ضمن أيالة الجزائر في العهد العثماني. امتد حكمه بين سنتي 1805 و1807 ليخلفه فيما بعد حسين باي المنزلي.